# شيء من الأمل
شئ من الأمل هو فيلم سينمائي رومانسي أمريكي من إخراج وبطولة بريت هالي، إيلي فانينج وجاستيس سميث وألكسندرا شيب وكيلي أوارا.

## روابط خارجية
شيء من الأمل على موقع IMDb (الإنجليزية)
- شيء من الأمل على موقع ميتاكريتيك (الإنجليزية)
- شيء من الأمل على موقع روتن توميتوز (الإنجليزية)
- شيء من الأمل على موقع نتفليكس (الإنجليزية)
- شيء من الأمل على موقع ألو سيني (الفرنسية)
- شيء من الأمل على موقع فيلمافينيتي (الإسبانية)
- شيء من الأمل على موقع قاعدة بيانات الفيلم (الإنجليزية)
- شيء من الأمل على موقع ليتربوكسد (الإنجليزية)
- شيء من الأمل على موقع كينوبويسك (الروسية)